# Sphagnum chevalieri
Sphagnum chevalieri är en bladmossart som beskrevs av Warnstorf 1911. Sphagnum chevalieri ingår i släktet vitmossor, och familjen Sphagnaceae. Inga underarter finns listade i Catalogue of Life.